# Festa del Santissimo Crocifisso (Palmi)
<div lang="REG">(REG)
«Aundi mi vidisti,
chi tantu pietusu mi facisti?»
(Antica leggenda cittadina sulla frase che il Crocifisso avrebbe rivolto al suo scultore)
La festa in onore del Santissimo Crocifisso è un secolare evento religioso e civile che si svolge annualmente a Palmi, il 3 maggio.
I festeggiamenti hanno come icona principale di venerazione un'opera monastica del seicento, catalogata nell'Inventario degli Oggetti d'Arte d'Italia.

## Storia

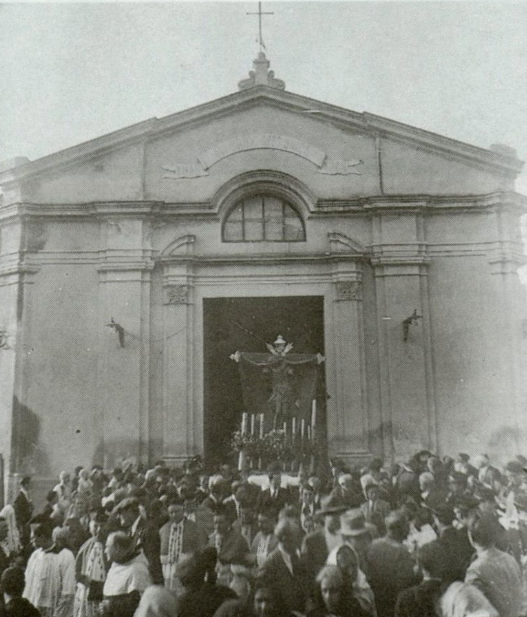
Foto storica della processione.

Il culto cittadino verso il Santissimo Crocifisso risale presumibilmente alla fine del XVII secolo o all'inizio del XVIII secolo, poiché questa è la datazione attribuita dagli storici per l'antico Crocifisso ligneo presente nell'altare maggiore dell'omonima chiesa (attribuibile presumibilmente a Umile da Petralia), oltre a quanto evidenziato dal vescovo della diocesi di Mileto monsignor Domenicantonio Bernardini, che nella sua visita in città del 1707 rilevò la presenza di una «confraternita del Santissimo Crocifisso» nella chiesa dell'Annunziata di Palmi (odierna chiesa del Crocifisso).
A metà del XIX secolo, è attestata al 3 maggio la celebrazione di una festività a Palmi dedicata al «SS. Crocifisso», nella «chiesa dei Padri Riformati».
Nella notte che seguì il terremoto che colpì la città di Palmi la sera del 16 novembre 1894, la statua del Santissimo Crocifisso venne trasportata in processione nella piazza principale, assieme alle altre effigi venerate dal popolo palmese.
Nel corso del XX e XXI secolo, essendo stata chiusa più volte per lavori di restauro la chiesa titolare, la festa annuale del 3 maggio dedicata al Santissimo Crocifisso è stata spostata e celebrata nella chiesa parrocchiale di Maria Santissima del Soccorso.
Nel 2020, causa le restrizioni sanitarie imposte per contrastare la pandemia di COVID-19 in Italia, la festa non è stata celebrata, mentre lo è stata in tono minore nel 2021. Nel 2022, dopo tre anni, è tornata ad essere svolta la tradizionale processione per le vie cittadine.

## La statua
Il Santissimo Crocifisso venerato a Palmi è un'opera monastica del XVII secolo, realizzata da artista ignoto, anche se gli storici ipotizzano che l'autore possa essere frate Umile da Petralia. È l'oggetto d'arte più antico e di valore esistente in città. Infatti, nel XIX secolo, lo storico palmese Giuseppe Silvestri Silva scrisse quanto segue:
Il 18 marzo 2011 iniziarono i lavori di restauro dell'opera, finanziati dalla Provincia di Reggio Calabria, per un importo di 17.000 euro. Il Crocifisso venne riconsegnato alla venerazione dei fedeli il 30 aprile dello stesso anno.

### Descrizione
Il Santissimo Crocifisso venerato a Palmi è segnalato nell'Inventario degli Oggetti d'Arte d'Italia, redatto da Alfonso Frangipane, con la seguente descrizione:

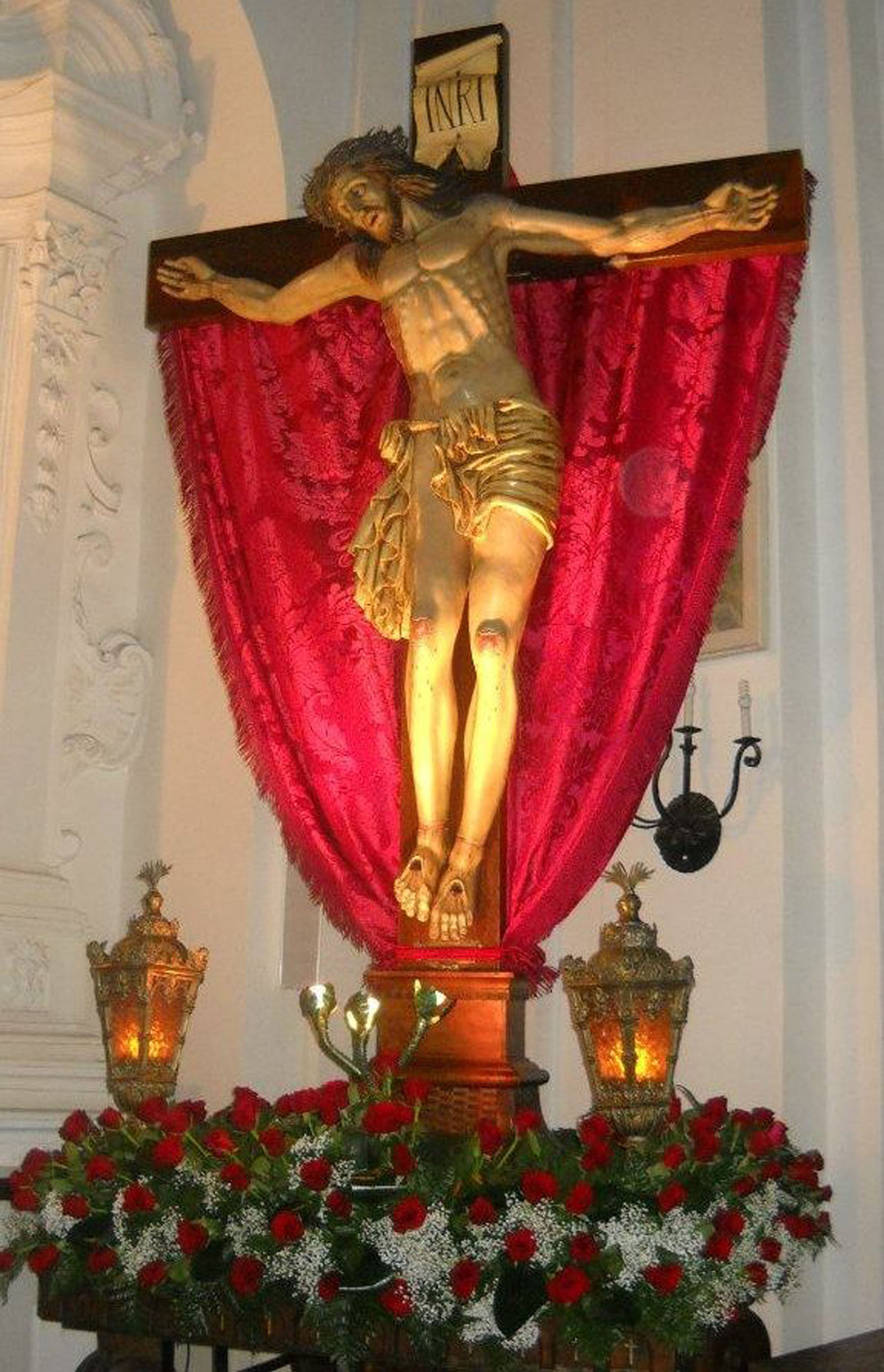
La copia recente durante il periodo della festa.

L'opera policroma è realizzata, con proporzioni a grandezza naturale, in legno scolpito e dipinto e in cartapesta modellata e dipinta. L'iconografia del Cristo in croce presenta un corpo inclinato verso sinistra, con la testa abbassata fortemente verso destra, occhi leggermente socchiusi e gli aculei della corona di spine che fanno scendere gocce di sangue sulla fronte. Anche le braccia risultano arcuate verso il basso e sul costato destro è presente una vistosa ferita dalla quale esce copiosamente del sangue. Il basso ventre di Gesù è coperto da un drappo bizantineggiante di colore beige. Una delle caratteristiche peculiari dell'opera sono i piedi inchiodati al legno della croce disuniti tra di loro.
Fa da corredo alla statua un capocroce della prima metà del XIX secolo con autore di scuola napoletana, probabilmente attribuibile a Luigi Capozzi.

### Collocazione

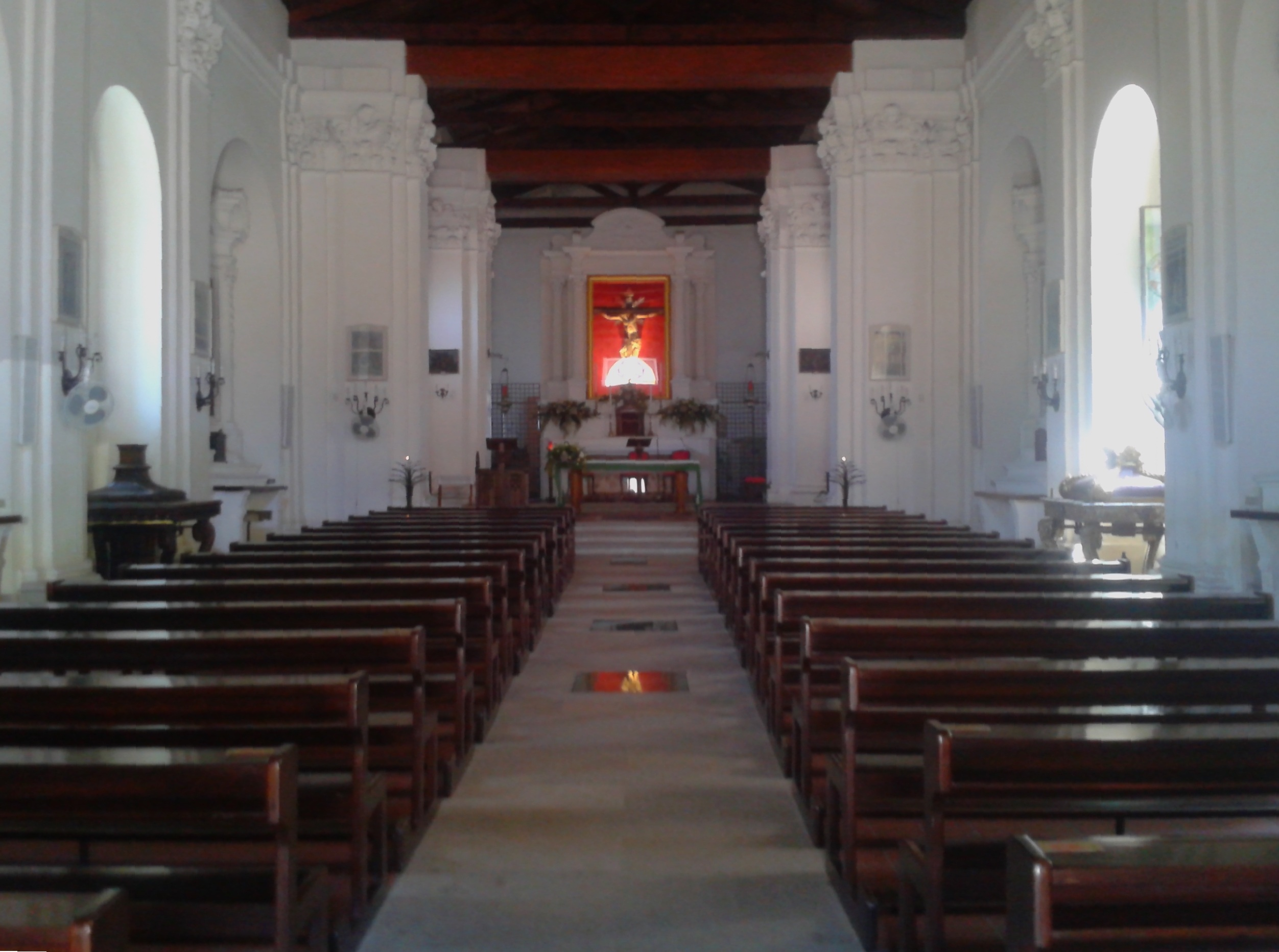
Interno della chiesa, con l'altare maggiore dov'è ubicato il Crocifisso.

Durante l'anno il Santissimo Crocifisso è conservato nell'omonima chiesa, in un'edicola posta sopra l'altare maggiore del XVIII secolo, realizzato ad opera di maestranze locali in muratura intonacata e stucco modellato e dipinto bianco. Nella parte inferiore dell'altare è posizionato un paliotto in tessuto di seta bianco ricamato (XX secolo), manifattura dell'Italia meridionale, sovrastato da un tabernacolo ligneo intagliato (XIX secolo) di scuola calabrese e dall'edicola nella quale è riposto il Crocifisso. Ai lati dell'edicola, rivestita di stoffa damascata rossa e protetta da una cornice dorata con vetro, sono collocate quattro colonne corinzie, due per lato, che sorreggono una lunetta con raffigurato l'occhio della Provvidenza. Completano l'altare due statue policrome di angeli reggicandelabro (XXI secolo), posizionate ai lati dell'edicola, davanti alle colonne.

### La copia
Nell'altare laterale (XVIII secolo) del transetto della chiesa, è conservata una copia in legno scolpito e dipinto del secolare Crocifisso, realizzata nel 1961 da autore sconosciuto dell'ambito di Ortisei, ripercorrente la stessa iconografia dell'originale ed utilizzata attualmente per la processione del 3 maggio, in modo da preservare la statua più antica. Sotto la scultura è posto un paliotto mobile del secondo dopoguerra in tessuto ricamato in seta, opera di manifattura calabrese.

## La base processionale
La base processionale, localmente chiamata "varetta" quale diminutivo di vara, ha la funzione di supporto per il trasporto della statua del Santissimo Crocifisso in processione per le vie cittadine, il 3 maggio, e di esporre l'icona alla venerazione dei fedeli nei giorni della festa. Le varette sono due: una più antica, appartenente al Crocifisso del XVIII secolo, realizzata nel 1878 in legno intagliato e dipinto dorato, ad opera di maestranze locali, e una di più recente costruzione utilizzata per la recente copia del Crocifisso.
Entrambi i fercoli sono riposti durante l'anno nella navata della chiesa, addossati alle pareti laterali.
Il giorno della festa la base processionale viene addobbata di fiori e le vengono inserite alla base due stanghe in legno di sei metri ciascuna (rivestite di cuscini), che servono ai "Portatori del Santissimo Crocifisso" per alzare e trasportare a spalla il fercolo in processione. Inoltre, alle spalle del Crocifisso viene apposto una telo damascato di colore rosso cremisi e, di fronte all'icona, vengono installate due lanterne processionali in metallo sbalzato e traforato.

### I Portatori
Il compito del trasporto a spalla per le vie cittadine della base processionale sulla quale è posta la statua del Santissimo Crocifisso spetta a ventisei portatori, dei quali ventiquattro posizionati sotto le due stanghe più altri due denominati "timonieri", uno davanti e uno dietro alla varetta, che hanno il compito di dare indicazioni sulle manovre da effettuare durante il percorso processionale. Seguono la base processionale ulteriori portatori in sostituzione, durante il tragitto, di quelli sotto le stanghe.
I portatori appartengono principalmente alla Parrocchia del Soccorso e alla Congrega del Santissimo Sacramento e di Maria Santissima del Soccorso e la loro divisa, in occasione della processione, è da una maglia bianca con l'immagine del Santissimo Crocifisso.

## Tradizioni religiose

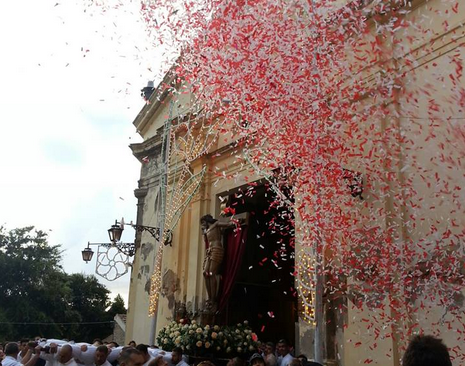
L'uscita dalla chiesa della statua del Santissimo Crocifisso.

Le funzioni religiose iniziano il 24 aprile con l'inizio della novena dedicata al Santissimo Crocifisso, celebrata ogni giorno nell'omonima chiesa. Nel periodo della novena, la copia recente della statua del Santissimo Crocifisso viene esposta alla venerazione dei fedeli, traslandola dall'altare laterale del transetto, nel quale è collocata durante l'anno, alla base processionale che viene posizionata nella navata, lato sinistro, a ridosso dei gradini del presbiterio.
Il giorno dedicato al Santissimo Crocifisso è come detto il 3 maggio, nel quale il calendario liturgico celebra la festa dell'«inventio crucis», cioè il ritrovamento della Santa Croce da parte di Flavia Giulia Elena. Durante la mattinata vengono svolte in chiesa varie celebrazioni liturgiche.

### La processione

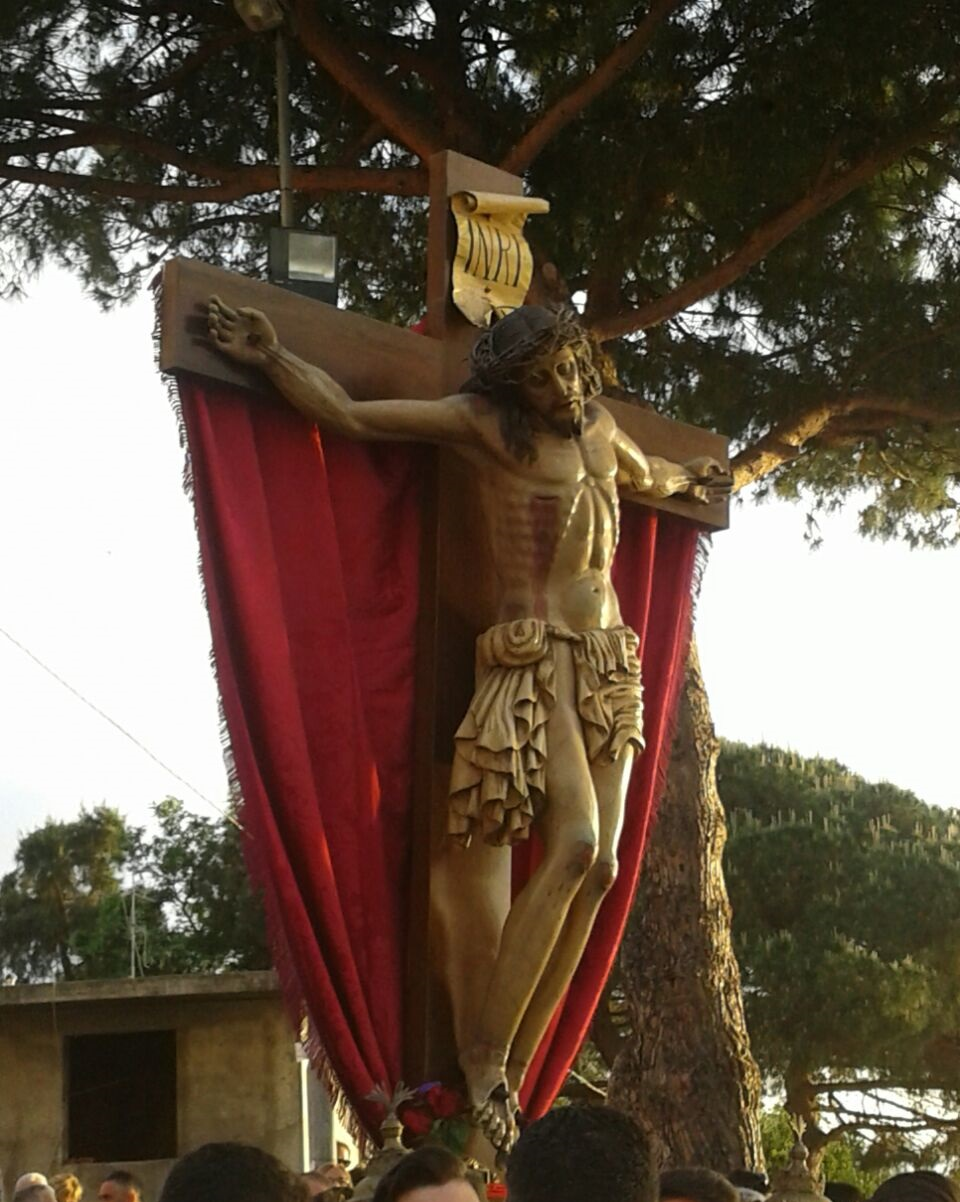
Il Santissimo Crocifisso in processione.

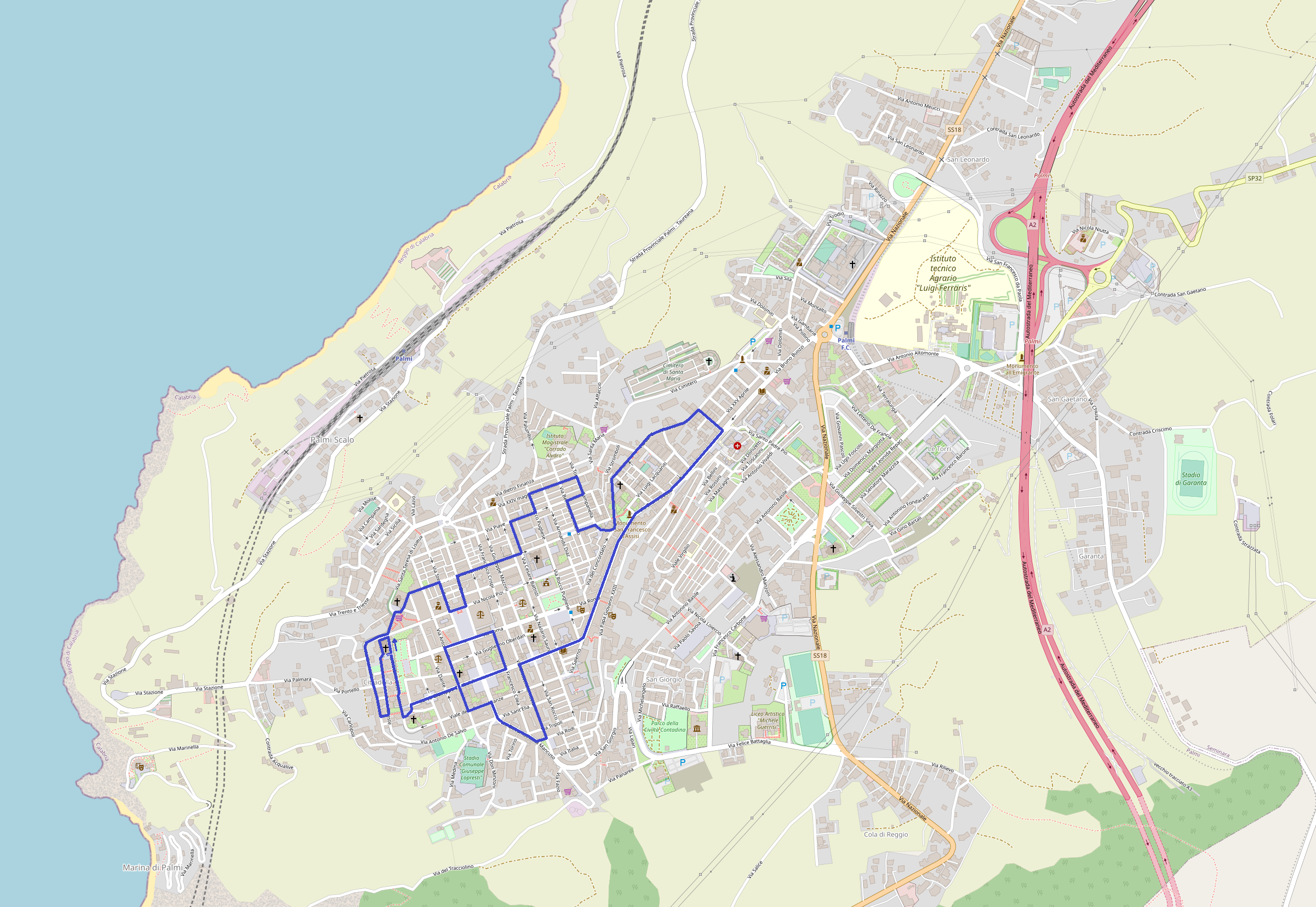
Il percorso della processione, in senso orario, per le vie cittadine.

Nel tardo pomeriggio della festa viene invece celebrato l'evento principale della giornata, che consiste nella tradizionale e secolare processione per le vie cittadine della base processionale con la copia recente della statua del Santissimo Crocifisso.
La composizione della processione, elencata in ordine di sfilata, è la seguente:
- "Complesso dei tamburinari". Il corteo è aperto da un complesso di tamburinari che esegue un ritmo scandito per tutto il tempo di durata della stessa;
- Confraternite di Palmi, con stendardo e rappresentanza dei congregati in abiti processionali;
- Congrega del Santissimo Sacramento e di Maria Santissima del Soccorso, con stendardo e rappresentanza dei congregati in abiti processionali;
- Parroco e clero della Parrocchia di Maria Santissima del Soccorso;
- Base processionale con il simulacro del Santissimo Crocifisso;
- Banda musicale.[21] Per antica tradizione, all'uscita della base processionale dalla chiesa, viene eseguito il brano "La ritirata" della Marina militare;
- Fedeli.

Il percorso della processione, che negli ultimi anni ha subito spesso delle variazioni di tragitto rispetto allo scorso secolo, nel quale era pressoché sempre identico con una lunghezza di oltre 5 km e una durata di circa 3 ore, attraversa inizialmente tutte le strade del rione Cittadella per poi proseguire nelle principali vie del centro storico cittadino, fino a raggiungere e sostare in piazza I Maggio, baricentro sociale e culturale della città, prima di effettuare il ritorno in chiesa.

## Tradizioni civili
Il programma dei festeggiamenti civili in onore del Santissimo Crocifisso prevede alcuni eventi specifici, concentrati essenzialmente nella giornata del 3 maggio: 
- la tradizionale "sfilata dei Giganti", due alte figure di cartapesta che vengono portate a spalla per le strade e le piazze, in occasione delle festività cattoliche cittadine, facendole roteare su sé stesse a simulazione di un ballo e al suono incalzante dei tamburi del tipico "complesso dei tamburinari".[25][21] In occasione di questa festa, la coppia di Giganti utilizzata è quella di proprietà della Congrega del Santissimo Sacramento e di Maria Santissima del Soccorso;[26][2][27]
- la sfilata di una banda musicale per le strade di Palmi nella mattinata;
- lo sparo di colpi di mortaretto in concomitanza di determinati eventi della festa;[20]
- uno spettacolo musicale svolto solitamente nella piazzetta antistante la chiesa;
- uno spettacolo pirotecnico a conclusione della giornata o al termine della processione.[21][3][20]

Inoltre, nei giorni della festa la facciata della chiesa e la via Fratelli Rosselli, strada adiacente al luogo di culto, vengono addobbate con delle luminarie e nella suddetta via viene anche svolta una piccola fiera di venditori ambulanti.

## La devozione popolare
Lungo il corso dei secoli questo grande Crocifisso, posto al centro dell'altare maggiore, è stato sempre oggetto di venerazione e di pietà da parte di innumerevoli fedeli. La tradizione popolare, tramandata nel tempo, narra che l'opera fu eseguita da «un santo monaco» al quale il Crocifisso parlò miracolosamente, esclamando in dialetto palmese:

### Esplicative
1. ↑  La data di realizzazione è impressa in una targhetta metallica posta alla base della croce, la quale recita: «IN MEMORIA DI / CRISTINA BADOLATI IN PRATTICO' / IL MARITO ROSARIO E LE FIGLIE / DEVOTAMENTE OFFRONO A. D. 1961».
2. ↑  Regolamento Comunale per il commercio su aree pubbliche del Comune di Palmi (Approvato con Del. C.P. n. 77 del 14/05/2007). Articolo 10 "Localizzazione, caratteristiche, giorni e orari di svolgimento di mercati, fiere e sagre" comma 2) punto b) Festa del Crocifisso.

### Bibliografiche
1. 1 2 3   ELENCO FESTE PROVINCIA REGGIO CALABRIA, su italiaambulante.com. URL consultato il 23 maggio 2014 (archiviato dall'url originale il 29 maggio 2014).
2. 1 2   Palmi festa del SS. Crocifisso 2014 - Sfilata dei Giganti, su YouTube, 4 maggio 2014,  a 00 min 00 s. URL consultato il 23 maggio 2014.
3. 1 2   Palmi - Festa del Ss. Crocifisso - 3 maggio 2012, su YouTube, 27 giugno 2012,  a 00 min 00 s. URL consultato il 23 maggio 2014.
4. 1 2 3 4 5   Il Crocifisso dei Monaci in Palmi, su engine.sitoflash.com. URL consultato il 30 aprile 2013 (archiviato dall'url originale il 29 maggio 2014).
5. 1 2  Frangipane, pag. 295.
6. 1 2 3 4 5   Descrizione della Chiesa del Crocifisso, su forcalsoftware.it. URL consultato il 30 aprile 2013 (archiviato dall'url originale il 5 ottobre 2013).
7. ↑  Liberti
8. ↑  Guardata, pag. 36.
9. ↑  Calogero, pag. 10.
10. 1 2   Palmi, torna a splendere la Chiesa del Crocifisso, su costaviolaonline.it. URL consultato il 30 aprile 2013.
11. ↑   Festa del SS.mo Crocifisso, su parrocchiamariassdelsoccorso.it.
12. 1 2 3 4   Bottega dell'Italia meridionale sec. XVII, Cristo crocifisso, su beweb.chiesacattolica.it. URL consultato il 17 giugno 2019.
13. 1 2   Partito il restauro della statua del Crocifisso di Palmi, su Cronaca Reggio, 18 marzo 2011. URL consultato il 1º ottobre 2021 (archiviato dall'url originale il 23 luglio 2012).
14. 1 2 3   Il Crocifisso dei Monaci in Palmi, su arteculturafotoin.it. URL consultato il 23 maggio 2014 (archiviato dall'url originale il 29 maggio 2014).
15. ↑   "I Crocifissi di Palmi e Terranova Sappo Minulio" Antonio Tripodi (PDF), su lalbadellapiana.it. URL consultato il 23 maggio 2014 (archiviato dall'url originale il 4 ottobre 2013).
16. ↑   Ambito di Ortisei (1961), Crocifisso, su beweb.chiesacattolica.it. URL consultato il 19 aprile 2019.
17. ↑   Manifattura calabrese sec. XX, Paliotto mobile, su beweb.chiesacattolica.it. URL consultato il 17 giugno 2019 (archiviato dall'url originale il 22 giugno 2019).
18. 1 2 3 4 5   Bottega calabrese (1878), Pedana processionale, su beweb.chiesacattolica.it. URL consultato il 2 maggio 2019.
19. ↑  La base processionale riporta l'iscrizione <<PROPRIETA' DI ANTONINO PUTRINO A. D. 1878>>.
20. 1 2 3 4 5 6   palmi - festa ss.mo Crocefisso - 03,05,2017, su YouTube, 30 maggio 2017,  a 00 min 00 s. URL consultato il 14 giugno 2020.
21. 1 2 3 4 5   Palmi, tutto pronto per festa Santissimo Crocifisso, su approdonews.it. URL consultato il 2 maggio 2019 (archiviato dall'url originale il 2 maggio 2019).
22. ↑   Il Santo del giorno, 3 Maggio: Inventio Crucis – Filippo e Giacomo il Minore, apostoli – Alessandro I, Papa, su verdeazzurronotizie.it. URL consultato il 6 dicembre 2019.
23. ↑   Palmi, l’associazione “Ecale” presenta il calendario degli eventi civili in onore della festa del Crocifisso, su inquietonotizie.it. URL consultato il 2 maggio 2019 (archiviato dall'url originale il 2 maggio 2019).
24. ↑   palmi - festa ss.mo Crocefisso - 03,05,2017, su YouTube, 30 maggio 2017,  a 00 min 00 s. URL consultato il 10 dicembre 2019.
25. ↑   Tradizioni popolari in Calabria, su rurality.it. URL consultato il 6 dicembre 2019 (archiviato dall'url originale il 6 dicembre 2019).
26. ↑   Festa della #Varia#: saperi riguardanti la processione della Madonna della Lettera e del Sacro Capello, su paci.iccd.beniculturali.it. URL consultato il 10 dicembre 2019 (archiviato dall'url originale il 16 maggio 2019).
27. ↑   Palmi Festa del SS. Crocifisso - 3 maggio 2018 - Giganti e Tamburi del M° Pasquale Valenzisi, su YouTube, 5 maggio 2018,  a 00 min 00 s. URL consultato il 2 maggio 2019.